# Helina hirtifemorata
Helina hirtifemorata este o specie de muște din genul Helina, familia Muscidae, descrisă de Malloch în anul 1926. Conform Catalogue of Life specia Helina hirtifemorata nu are subspecii cunoscute.